# Premier League Malti 1958-1959
Il campionato era formato da otto squadre e la Valletta F.C. vinse il titolo.

## Classifica finale
| Pos. | Squadra              | G  | V  | N | P | GF | GS | Punti |
| ---- | -------------------- | -- | -- | - | - | -- | -- | ----- |
| 1    | Valletta F.C.        | 14 | 10 | 3 | 1 | 39 | 11 | 23    |
| 2    | Sliema Wanderers     | 14 | 9  | 0 | 5 | 31 | 21 | 18    |
| 3    | Ħamrun Spartans F.C. | 14 | 7  | 1 | 6 | 30 | 26 | 15    |
| 4    | Floriana             | 14 | 5  | 2 | 7 | 21 | 26 | 12    |
| 5    | Hibernians F.C.      | 14 | 5  | 2 | 7 | 15 | 22 | 12    |
| 6    | Birkirkara F.C.      | 14 | 5  | 2 | 7 | 22 | 30 | 12    |
| 7    | Marsa F.C.           | 14 | 4  | 4 | 6 | 17 | 25 | 12    |
| 8    | Rabat                | 14 | 3  | 2 | 9 | 19 | 33 | 8     |